# Jedenastozgłoskowiec jambiczny
Jedenastozgłoskowiec jambiczny – jedenastozgłoskowiec realizujący metrum jambiczne.
Jambizację jedenastozgłoskowca postulowano w dziewiętnastym wieku w celu przybliżenia go do angielskiego pentametru jambicznego (blank verse). W praktyce w jedenastozgłoskowcu ze średniówką żeńską po sylabie piątej, nawet przy ścisłym utrzymaniu porządku akcentowego, rytm nie jest wyraźnie jambiczny. Staje się on lepiej wyczuwalny słuchowo przy stosowaniu średniówki męskiej lub mieszanej (tonicznej po drugim ikcie).
O! Święta ziemio polska! Arko ludu!
Jak zajrzeć tylko myślą, krew się lała.
W przeszłości słychać dźwięk tej harfy cudu,
Co wężom dała łzy i serca dała.
Słuchajcież wy! Gdy ognie zaczną buchać,
Jeżeli harfy jęk przyleci z dala,
Będziecież wy jak węże stać i słuchać?
Będziecież wy jak morska czekać fala,
Aż ścichnie pieśń i krew oziębnie znowu
I znów się staną z was pełznące węże?
Aż rzucą was do mogilnego rowu,
Gdzie z zimnych jak wy serc się hańba lęże?
Już czas wam wstać!
Już czas wam wstać i bić i truć oręże.
(Juliusz Słowacki, Lilla Weneda)
Słowacki zastosował jambiczny jedenastozgłoskowiec również w wierszu Rzym. 
I zdjął mię wielki strach, gdy poznikali
Ci aniołowie fal — a ja zostałem
W pustyni sam — z Rzymem, co już się wali.
Z jambicznym jedenastozgłoskowcem eksperymentowała Maria Konopnicka:
Czy tam mój dom, gdzie stoją białe trony
Wieczystych prawd, wśród ciszy majestatu,
Królując nam bez berła i korony,
I pchnięciem w ruch rozkazy dając światu?
Czy tam mój dom, gdzie źródła wiedzy płyną,
I w ludów krew wlewają żywe prądy?
Gdzie w szary świt zdobywcy słońca giną,
Wpatrzeni w wschód, skąd wstają nowe lądy?
(Maria Konopnicka, Gdzie jest mój dom)
Czesław Miłosz zastosował jedenastozgłoskowiec jambiczny w wierszu o incipicie Ty silna noc, do ciebie nie dosięga.
W literaturze polskiej jedenastozgłoskowiec zachował swoją sylabiczną, swobodną pod względem akcentowania postać. Jambiczny jest natomiast od XIX wieku jedenastozgłoskowiec czeski. Takim wierszem posługiwał się Jaroslav Vrchlický, a w ślad za nim jego liczni naśladowcy.
Nač vyňali vás z lůna matky země?
Jste bájí teď, jež zdaleka a temně
v sluch lidstva padne, a jak padla, zmizí.
Váš bol i smích je nyní světu cizí;
hlas vaší věštby svět víc nepochopí,
neb vymřely v něm velkosti vše stopy,
žár nadšení i plamenné sny krásy.
Jen šklebte ústa, potřásejte vlasy!
Věk náš jde lhostejně a plaše kolem
jsa nehnut ani smíchem ani bolem.
(Jaroslav Vrchlický, Na dvě antické masky tragoedie a komoedie)
Utwór ten przełożył na język polski Antoni Lange. Jego tłumaczenie znajduje się w antologii Przekłady z poetów obcych, wydanej w 1899.
Na cóż was z głębi wyjęto podziemnej?
Wyście dziś światu, jak myt stary, ciemny —
Co w ludzkie myśli wpada i wnet znika:
Obca dziś ludziom waszych czuć muzyka!
Nie zbudzą świata wasze głosy wieszcze,
Bo w nas zagasły wielkich myśli dreszcze,
Zapału ognie i mary płomienne!
Płaczcie, wstrząsajcie swe włosy promienne:
Chodzi i tańczy nasz wiek obojętnie,
Śmiechem ni bólem nie zadrgnie namiętnie.
Regularnie jambiczny jest też jedenastozgłoskowiec słoweński, używany między innymi przez Francego Prešerena. Prešeren stosował ten format przede wszystkim w sonetach.